# Grothendieck-Gruppe
Die Grothendieck-Gruppe ist eine mathematische Konstruktion, die einer kommutativen Halbgruppe eine Gruppe zuordnet. Diese nach Alexander Grothendieck benannte Konstruktion ist der Lokalisierung aus der Ringtheorie nachempfunden und kann wie diese durch eine universelle Eigenschaft beschrieben werden.

## Universelle Eigenschaft
Es gilt folgender Satz:
Ist {\displaystyle H} eine kommutative Halbgruppe, so gibt es eine kommutative Gruppe {\displaystyle {\mathcal {G}}(H)} und einen Halbgruppen-Homomorphismus {\displaystyle \phi _{H}\colon H\rightarrow {\mathcal {G}}(H)} mit folgender Eigenschaft: Zu jeder Gruppe {\displaystyle G} und jedem Halbgruppen-Homomorphismus {\displaystyle \phi \colon H\rightarrow G} gibt es genau einen Gruppen-Homomorphismus {\displaystyle \psi \colon {\mathcal {G}}(H)\rightarrow G} mit {\displaystyle \phi =\psi \circ \phi _{H}}.

## Konstruktion
Ein Beweis ergibt sich aus folgender Konstruktion, die der Lokalisierung aus der Ringtheorie nachempfunden ist. Sei {\displaystyle H} eine kommutative Halbgruppe. 
Auf dem kartesischen Produkt {\displaystyle H^{2}=H\times H} definiere man eine Äquivalenzrelation durch
{\displaystyle (x,y)\sim (x',y')\quad :\Leftrightarrow \quad \exists t\in H:x+y'+t=x'+y+t}.
Man zeigt nun, dass dies tatsächlich eine Äquivalenzrelation definiert, die Äquivalenzklasse von {\displaystyle (x,y)} wird mit {\displaystyle [(x,y)]} bezeichnet. Man setzt nun {\displaystyle {\mathcal {G}}(H):=H^{2}/\sim } und zeigt weiter, dass durch {\displaystyle [(x,y)]+[(x',y')]:=[(x+x',y+y')]} eine Gruppenverknüpfung auf {\displaystyle {\mathcal {G}}(H)} definiert wird. Dabei ist {\displaystyle [(x,x)]} das neutrale Element (unabhängig von {\displaystyle x\in H}), die Inversenbildung ist durch die Formel {\displaystyle -[(x,y)]=[(y,x)]} gegeben. Setzt man schließlich {\displaystyle \phi _{H}\colon H\rightarrow {\mathcal {G}}(H),x\mapsto [(x+x,x)]}, so kann man zeigen, dass {\displaystyle {\mathcal {G}}(H)} und {\displaystyle \phi _{H}} die Bedingung aus der universellen Eigenschaft erfüllen.

## Eigenschaften
- Wie üblich zeigt man mit Hilfe der universellen Eigenschaft, dass die Gruppe {\displaystyle {\mathcal {G}}(H)} bis auf Isomorphie eindeutig bestimmt ist. Man nennt daher {\displaystyle {\mathcal {G}}(H)} die Grothendieck-Gruppe von {\displaystyle H}.
- Der Halbgruppen-Homomorphismus {\displaystyle \phi _{H}} aus obiger universeller Eigenschaft ist genau dann injektiv, wenn die Halbgruppe die Kürzbarkeitseigenschaft hat.

## Beispiele
- Für die Halbgruppe {\displaystyle H=(\mathbb {N} ,+)} fällt die Bildung der Grothendieck-Gruppe mit der üblichen Konstruktion der ganzen Zahlen zusammen. Man hat daher {\displaystyle {\mathcal {G}}(\mathbb {N} ,+)\cong \mathbb {Z} }, wobei der Isomorphismus durch {\displaystyle [(n,m)]\mapsto n-m} gegeben ist. Identifiziert man die Grothendieck-Gruppe von  {\displaystyle (\mathbb {N} ,+)} mit {\displaystyle \mathbb {Z} }, so ist {\displaystyle \phi _{H}} die Inklusion {\displaystyle \mathbb {N} \subset \mathbb {Z} }. Dabei spielt es keine Rolle, ob man unter {\displaystyle \mathbb {N} } die natürlichen Zahlen mit oder ohne Null versteht.
- Ganz ähnliche Überlegungen zur multiplikativen Halbgruppe {\displaystyle H=(\mathbb {N} \setminus \{0\},\cdot )} führen zu {\displaystyle {\mathcal {G}}(\mathbb {N} \setminus \{0\},\cdot )\cong (\mathbb {Q} ^{+},\cdot )}, und bei dieser Identifikation fällt {\displaystyle \phi _{H}} wieder mit der Inklusion {\displaystyle \mathbb {N} \setminus \{0\}\subset \mathbb {Q} ^{+}} zusammen.
- Bei der multiplikativen Halbgruppe {\displaystyle H=(\mathbb {N} _{0},\cdot )} (der Index 0 signalisiere, dass die Null zu {\displaystyle N_{0}} gehört) liegt keine Kürzungseigenschaft vor. In diesem Fall sind je zwei Paare {\displaystyle (m,n)} und {\displaystyle (m',n')} äquivalent, denn es gilt {\displaystyle m\cdot n'\cdot 0=m'\cdot n\cdot 0}. Daher ist {\displaystyle {\mathcal {G}}(\mathbb {N} _{0},\cdot )\cong \{0\}} und {\displaystyle \phi _{H}(n)=0} für alle {\displaystyle n\in \mathbb {N} _{0}}.

## Grothendieck-Gruppe als Funktor
Die oben beschriebene Konstruktion ordnet jeder kommutativen Halbgruppe eine kommutative Gruppe zu. 
Ist {\displaystyle \phi \colon H\rightarrow K} ein Halbgruppen-Homomorphismus in der Kategorie {\displaystyle {\mathcal {H}}} der kommutativen Halbgruppen, so kann man wie folgt einen Gruppenhomomorphismus {\displaystyle {\mathcal {G}}(\phi )\colon {\mathcal {G}}(H)\rightarrow {\mathcal {G}}(K)} konstruieren. Mittels {\displaystyle \phi _{K}\colon K\rightarrow {\mathcal {G}}(K)} erhält man zunächst einen Halbgruppen-Homomorphismus {\displaystyle \phi _{K}\circ \phi \colon H\rightarrow {\mathcal {G}}(K)} und daraus mittels der universellen Eigenschaft einen Gruppen-Homomorphismus {\displaystyle {\mathcal {G}}(\phi )\colon {\mathcal {G}}(H)\rightarrow {\mathcal {G}}(K)} mit {\displaystyle \phi _{K}\circ \phi ={\mathcal {G}}(\phi )\circ \phi _{H}}.
Durch diese Definition wird {\displaystyle {\mathcal {G}}} zu einem kovarianten Funktor von der Kategorie {\displaystyle {\mathcal {H}}} in die Kategorie {\displaystyle {{\mathcal {A}}b}} der abelschen Gruppen.
Betrachtet man eine abelsche Gruppe {\displaystyle G} nur als Halbgruppe, so kann man {\displaystyle {\mathcal {G}}(G)} bilden. Es stellt sich heraus, dass {\displaystyle {\mathcal {G}}(G)\cong G}, wobei der Isomorphismus durch {\displaystyle [(x,y)]\mapsto x-y} gegeben ist. In der Tat ist {\displaystyle {\mathcal {G}}\colon {\mathcal {H}}\rightarrow {{\mathcal {A}}b}} linksadjungiert zum Vergissfunktor {\displaystyle {{\mathcal {A}}b}\rightarrow {\mathcal {H}}}.

## Anwendung
Neben der oben beschriebenen Konstruktion der ganzen Zahlen aus den natürlichen Zahlen ist die Bildung der K0-Gruppe eines Ringes eine wichtige Anwendung. Zu jedem Ring {\displaystyle R} betrachtet man die Menge (!) {\displaystyle \mathrm {Proj} (R)} der Isomorphieklassen endlich erzeugter projektiver {\displaystyle R}-links-Moduln mit der direkten Summe als Halbgruppenverknüpfung. Die K0-Gruppe des Ringes {\displaystyle R} wird dann als Grothendieck-Gruppe von {\displaystyle \mathrm {Proj} (R)} definiert.